# 对数表

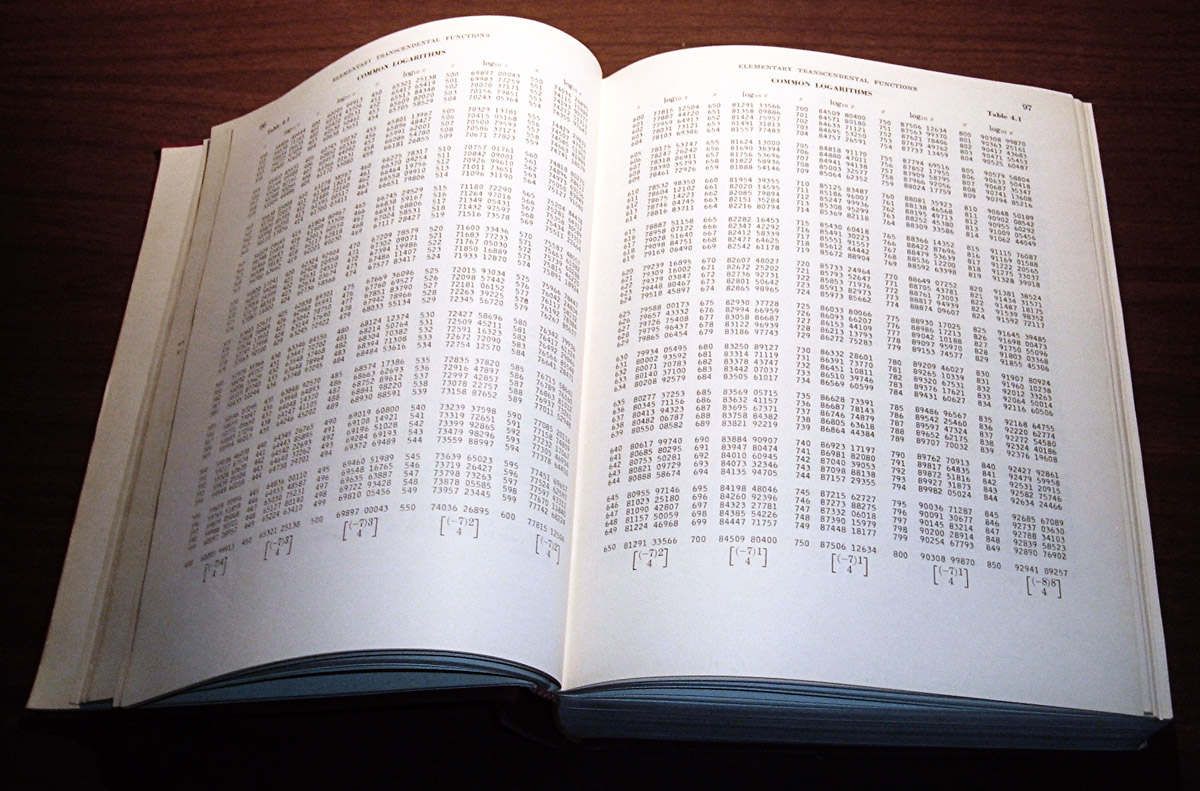
20世纪的常用对数表

对数表指计算出从1开始各整数的对数（现在一般用常用对数），所编排成的表格。

## 应用
根据对数运算的基本公式，可知{\displaystyle \!\,\log(ab)=\log(a)+\log(b)}且{\displaystyle \!\,\log \left({\frac {a}{b}}\right)=\log(a)-\log(b)}（b＞0），知道两大数的对数可很快计算出两数的积和商。

## 用法

### 查表（取得對數值）
一般常見的常用對數表（「常用」指以10為底）只提供log 1.000至log 9.999的值，不在此範圍內的數字須先行處理，以下用取得1055的對數值（求得log 1055）作說明。
1. 將數字轉換為科學記號表示法，如1055＝1.055×103，其中只有1.055是對數表能直接處理的部分，而103的部分可直接得到log 103＝3。
2. 將1.055分為三部分依序查表：1.0（找尋10，對數表格常故意省略小數點）、0.05（小數點後第二位）、0.005（小數點後第三位）。
  1. 在對數表中的行找到10（即1.0）、欄位為5（即0.05）的值，得到0212，對數表中所有對數值都須乘以10−4才是真正值，0212代表0.0212。須注意此步驟只得到log 1.05＝0.0212，小數點後第三位還沒有處理（需有表尾差或計算線性內插）。
  2. 如對數表附有表尾差（或稱比例部分），則可進一步處理0.005的部分，在表尾差中找尋欄位5，得到21（表示前一步驟所得的0.0212需要再修正增加0.0021），得到log 1.055＝0.0212＋0.0021＝0.0233。注意表尾差的值需再乘以10−4才是真正值。
  3. 如對數表沒有表尾差，則可用線性內插法求得。1.05＜1.055＜1.06，尚需另外查表log 1.06＝0.0253，解方程式：{\displaystyle {\frac {1.055-1.05}{1.06-1.05}}={\frac {x-\log {1.05}}{\log {1.06}-\log {1.05}}}={\frac {x-0.0212}{0.0253-0.0212}}}可得{\displaystyle \log {1.055}=x=0.02325}。
3. 總和上述結果，得到{\displaystyle \log {1055}=\log {(1.055\times 10^{3})}=\log {1.055}+\log {10^{3}}=0.0233+3=3.0233}。

### 反查表（反求指數函數值）
對數表提供查取對數值，故反向操作由對數值取得真數，則可得其反函數值，即求得指數函數值。但常見的對數表只提供log 1.000至log 9.999的值，查表得到的對數值範圍侷限在0.0000至1.0000間，只有小數的部分可以處理，至於整數部分則直接轉換為10的次方數，以下用6.9628為例作說明，此反查的過程相當於計算106.9628。
1. 將6.9628拆解為整數6與小數0.9628兩個部分，以下針對0.9628查表，整數6代表106。
2. 找尋表格中數字為9628，因對數函數為單調遞增函數，故只要由左而右、從上至下便可依序尋得，對照行的標示值91（得9.1）、與欄位標示值8（0.08），得到100.9628＝9.1＋0.08＝9.18。
3. 總和上述結果，得到106.9628＝106×9.18＝9180000。

### 應用範例：乘法
1. 首先假设要计算1055×8712。
2. 將兩數分別取其對數，經查表可得log 1055＝3.0233，log 8712＝3.9395。
3. 再将两對数值相加，得6.9628。
4. 由對數表反查得到106.9628＝9180000。
5. 比較：直接计算1055×8712＝9191160，由對數表查表所得誤差約−0.1%，由於一般常見的對數表只提供4位有效數字，故利用對數表作乘法運算時雖然只能確保結果的數量級（本例中為106）以及前幾位數字的準確，但是可以快速提供大數的乘法。

## 早期建立法
最初，建立对数表必须先有小数指数表。
比如要建立真数精确到千分位而对数精确到万分位的对数表，首先得估计{\displaystyle \!\,\log(1.001)}的值。
首先查出{\displaystyle 10^{0.0004}=1.000921}而{\displaystyle 10^{0.0005}=1.001151}，再算出两者与真数的差：前者为0.000079，后者为0.000151，显然对数值取为0.0004更恰当。
以此类推，分别算出{\displaystyle \!\,\log(1.002)}、{\displaystyle \!\,\log(1.003)}……最后就成了对数表。

## 現代建立法
現代對數表用對數函數的泰勒級數來製作。由於{\displaystyle \ln(1+x)=\sum _{n=1}^{\infty }{\frac {(-1)^{n+1}}{n}}x^{n}=x-{\frac {x^{2}}{2}}+{\frac {x^{3}}{3}}-\cdots +{\frac {(-1)^{n+1}}{n}}x^{n}+\cdots \quad \forall x\in (-1,1]}，因此{\displaystyle \ln(1.001)=0.001-{\frac {0.001^{2}}{2}}+{\frac {0.001^{3}}{3}}-\cdots +{\frac {(-1)^{n+1}}{n}}0.001^{n}+\cdots \approx 0.0010}，同樣的，分别算出{\displaystyle \!\,\ln(1.002)}、{\displaystyle \!\,\ln(1.003)}……，就能造出以自然對數{\displaystyle e}為底數的對數表，然後再用換底公式就可以造出以10為底數的對數表。

## 外部連結
- 常用對數表 （页面存档备份，存于）